# Acrida
Acrida es un género de saltamontes de la familia Acrididae. El género contiene alrededor de 40 especies que se encuentran en África, Europa, Asia, América del Norte, Hawái y Australia. Los insectos de este género son omnívoros y son conocidos como una plaga de muchos cultivos agrícolas.

## Especies
Las siguientes especies pertenecen al género Acrida:
- Acrida acuminata Stål, 1873
- Acrida anatolica Dirsh, 1949
- Acrida bara Steinmann, 1963
- Acrida bhoramdevi Gupta & Chandra, 2018
- Acrida bicolor (Thunberg, 1815)
- Acrida cinerea (Thunberg, 1815)
- Acrida confusa Dirsh, 1954
- Acrida conica (Fabricius, 1781)
- Acrida coronata Steinmann, 1963
- Acrida crassicollis Chopard, 1921
- Acrida crida Steinmann, 1963
- Acrida curticnema Liu, 1981
- Acrida exaltata (Walker, 1859)
- Acrida excentrica Woznessenskij, 1998
- Acrida exota Steinmann, 1963
- Acrida formosana Steinmann, 1963
- Acrida fumata Steinmann, 1963
- Acrida gigantea (Herbst, 1786)
- Acrida granulata Mistshenko, 1951
- Acrida gyarosi Steinmann, 1963
- Acrida herbacea Bolívar, 1922
- Acrida hsiai Steinmann, 1963
- Acrida incallida Mistshenko, 1951
- Acrida indica Dirsh, 1954
- Acrida kozlovi Mistshenko, 1951
- Acrida liangi Woznessenskij, 1998
- Acrida lineata (Thunberg, 1815)
- Acrida madecassa (Brancsik, 1893)
- Acrida maxima Karny, 1907
- Acrida montana Steinmann, 1963
- Acrida oxycephala (Pallas, 1771)
- Acrida propinqua Burr, 1902
- Acrida raipurensis Gupta & Chandra, 2018
- Acrida rufipes Steinmann, 1963
- Acrida shanghaica Steinmann, 1963
- Acrida subtilis Burr, 1902
- Acrida sulphuripennis (Gerstaecker, 1869)
- Acrida testacea (Thunberg, 1815)
- Acrida tjiamuica Steinmann, 1963
- Acrida turrita (Linnaeus, 1758)
- Acrida ungarica (Herbst, 1786)
- Acrida willemsei Dirsh, 1954